# Антони (Франция)
Антони (фр. Antony) — город и коммуна во французском департаменте О-де-Сен, административный центр округа Антони и кантона Антони.

## Географическое положение
Через город протекает река Бьевр, приток Сены.
Антони находится к югу от Парижа и связан с ним системой скоростного общественного транспорта RER. Кроме того. С помощью метро Orlyval Антони связан с аэропортом Орли.

## Экономика
С 1643 по 1971 год здесь находилась старейшая восковая фабрика мира «Cire Trudon».

## Города-побратимы
- Колленьо, Италия
- Луишем (Лондон), Великобритания
- Лексингтон, Массачусетс, США[2]
- Протвино, Россия
- Оломоуц, Чехия
- Райниккендорф, Германия
- Сдерот, Израиль
- Хаммам-Лиф, Тунис
- Элефтеруполис, Греция